# 中平和水
中平 和水（なかひら かずみ、1924年8月27日 - 1993年12月29日）は、日本の警察官僚。元警察庁刑事局長。

## 来歴・人物
高知県土佐市出身。1952年に中央大学法学部を卒業後、国家地方警察本部（現･警察庁）入庁。
徳島・三重・神奈川・大阪各警察本部刑事部捜査第二課長などを歴任して1966年に警察庁刑事局捜査第二課理事官に就く。
1967年に神奈川県警察本部刑事部長に就任した際には翌年に国鉄大船駅付近で発生した横須賀線電車爆破事件を解決に導いた。
1971年に佐賀県警察本部長、1972年に警察庁刑事局捜査第二課長、1974年に同捜査第一課長にそれぞれ就任。
1975年になると2月に警察庁長官官房総務課長、同年8月警視庁刑事部長にそれぞれ就任。警視庁刑事部長時代には「三億円強奪事件」時効成立寸前の捜査を指揮した。その後、1977年に警視庁総務部長となった。
1979年3月、愛知県警察本部長時代には、愛知医科大学に絡む3億円強奪事件を解決に導いた。こうした刑事畑での功績もあって、“現場派”から警察庁刑事局長に就いた。1979年から1982年まで同刑事局長を務めた間には、ロッキード事件の指揮にも当たった。
警察官を退官した後は、阪神高速道路公団理事、日本レジャーカードシステム副社長、会長と歴任した。